# El'ad Peled
El'ad Peled (hebrejsky אלעד פלד‎, rodným jménem El'ad Reisfeld; * 11. listopadu 1927 Jeruzalém, Britský mandát Palestina – † 26. července 2021) byl izraelský pedagog, generálmajor (aluf) Izraelských obranných sil a v letech 1970–1976 generální ředitel ministerstva školství a kultury.

## Životopis
Peled se narodil jako El'ad Reisfeld v Jeruzalémě v roce 1927 a v útlém věku se s rodinou přestěhoval do Tel Avivu, kde navštěvoval školu pro děti dělníků. V deseti letech se připojil k hnutí ha-Machanot ha-olim, a když dosáhl středoškolského vzdělání, vstoupil do organizace Hagana, v rámci které odešel v roce 1944 na výcvik. Přihlásil se také k výcviku organizace Palmach.

### Vojenská kariéra

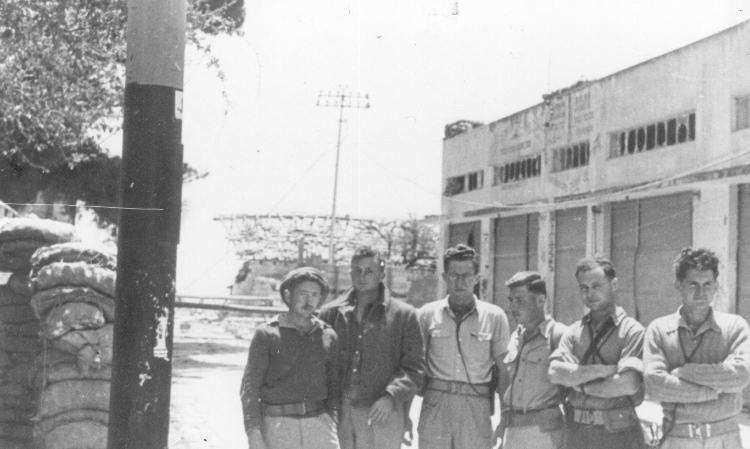
Velitelé brigády Jiftach v Safedu, 1948. Peled s brýlemi, po jeho levici Moše Kalman.

V rámci Palmachu byl členem roty Ch a v roce 1945, po rozkolu v emigrantském táborovém hnutí, se zapojil do výcviku hebrejských skautů. O rok později absolvoval kurz velitelů družstev a o další rok později kurz velitelů čet. Na konci kurzu, v roce 1947, byl vyslán jako velitel čety Ašdot Ja'akov a později velel nové četě, kterou založil v Misgav Am a Ramot Naftali. S vypuknutím války za nezávislost byl jmenován velitelem čety třetího praporu – galilejského praporu brigády Jiftach, byl pověřen velením města Safed a podílel se na dobytí města Tiberias. Později bojoval v operaci Jo'av a byl jmenován zástupcem velitele praporu.
Po skončení války pokračoval ve službě v Izraelských obranných silách, nejprve jako velitel velitelského kurzu a poté jako zástupce velitele brigády Oded. Poté zastával funkci operačního důstojníka brigády Jerušalajim a velitel 910. praporu brigády Nachal. Současně byl také jedním ze zakladatelů Velitelské a štábní školy Izraelských obranných sil (POAM).

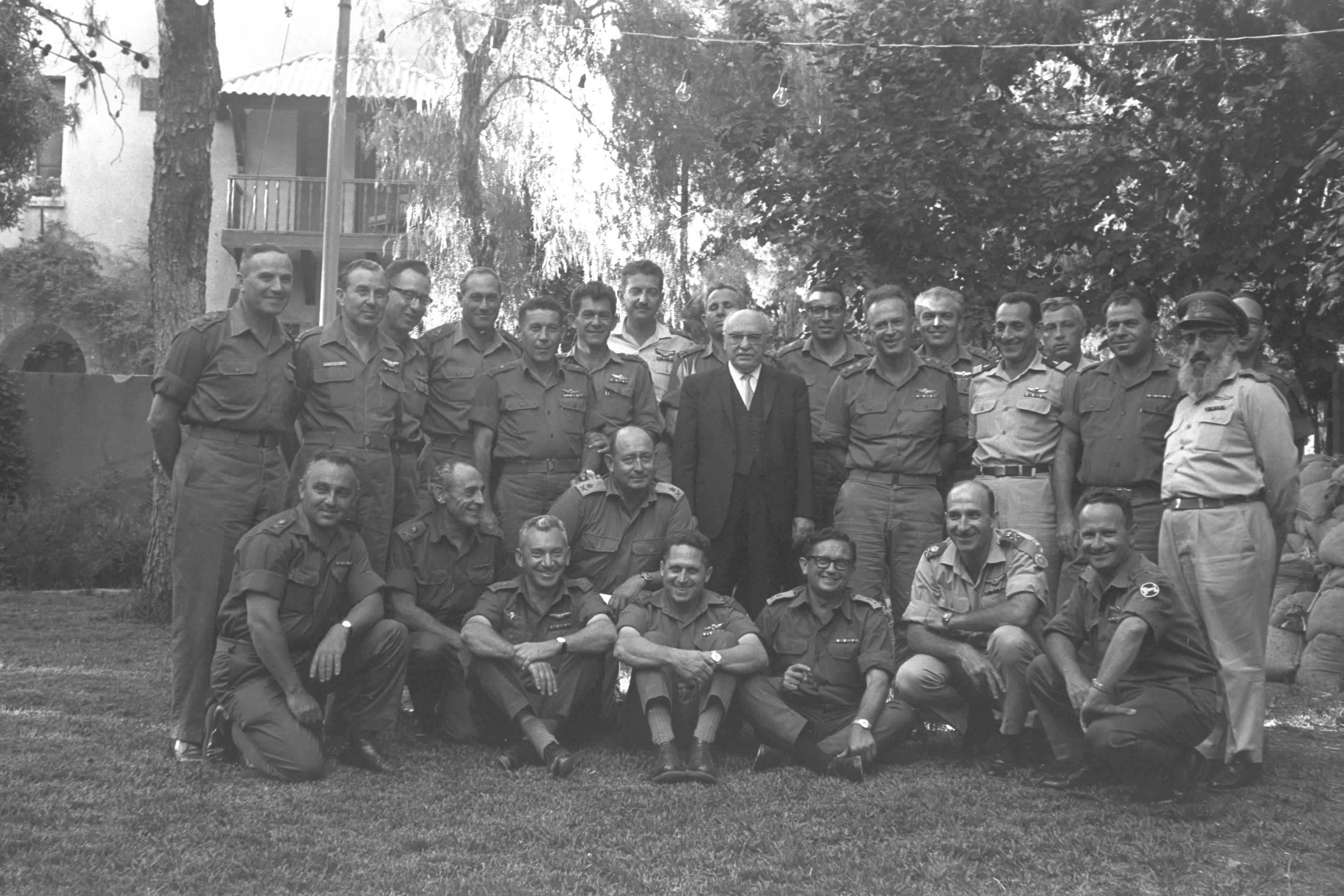
Společná fotografie s prezidentem Zalmanem Šazarem v prezidentské rezidenci s generálním štábem IOS, červen 1967. Peled třetí zleva v horní řadě.

Od roku 1956, po návratu z vojenských studií v Paříži, zastával řadu funkcí, včetně velícího důstojníka na jižním velitelství během sinajské války a hlavního instruktora na POAM.
V roce 1958 byl jmenován velitelem brigády Golani. Velel jednotkám brigády při operaci Chargul, nájezdu na syrskou vesnici Túfík.
Poté působil jako vedoucí operačního ředitelství a asistent náčelníka Generálního štábu, velitel Vysoké školy národní bezpečnosti a velitel 36. brigády během šestidenní války. Během války byla divize pod velením severního velitelství, obsadila severní Samařsko včetně měst Náblus a Dženín a její jednotky se zapojily do bitvy, která se odehrála v údolí Dotan. V poslední den války velel dobývání jihu Golanských výšin.
V roce 1968 ukončil službu v hodnosti generálmajora (aluf). Během vojenské služby vystudoval ekonomii a filozofii na Hebrejské univerzitě v Jeruzalémě.
Později se také zapojil do jomkipurské války.

### Civilní kariéra
V roce 1968, na konci své vojenské služby, byl Peled jmenován zástupcem výkonného ředitele Israel Electric Corporation s příslibem, že Ja'akov Chuši brzy odejde do důchodu a Peled se stane jeho nástupcem. Avšak po dvou letech, kdy Chuši do důchodu neodešel, Peled z Israel Electric Corporation odešel a přijal nabídku stát se generálním ředitelem ministerstva školství a kultury.
V roce 1970 byl jmenován generálním ředitelem ministerstva školství a kultury. Jako generální ředitel ministerstva školství navrhl reformu, podle níž by učitelé pracovali pouze pět dní v týdnu, ale zůstávali by ve škole po celý školní den. Program Ofek chadaš (doslova Nový horizont), přijatý o více než 30 let později, se tomuto plánu do jisté míry podobá.
V roce 1976 získal doktorát z pedagogiky na Kolumbijské univerzitě ve Spojených státech, který byl financován stipendiem Van Leerovy nadace. Za tímto účelem si vzal roční dovolenou na ministerstvu školství, po níž bylo předem dohodnuto, že se na své místo nevrátí.
Po návratu do Izraele se umístil na horních pozicích na jedné z jeruzalémských kandidátních listin a po volbách byl jmenován místostarostou Jeruzaléma zodpovědným za rehabilitaci, zvelebení města a hygienu. V srpnu 1981 oznámil rezignaci na funkci místostarosty, aby se mohl soustředit na svou práci lektora v oblasti vzdělávání na Ben Gurionově univerzitě v Negevu.
Pracoval také jako poradce v oblasti vzdělávání pro instituce v Izraeli i v zahraničí, včetně Světové banky.

## Osobní život
Peled se oženil se Cimrou, se kterou měl dvě děti, umělce Juvala Peleda a bioložku Ja'el Gabrieliovou.
Peled zemřel 26. července 2021 ve věku 93 let.